# Imanol Salazar
Imanol Salazar (* 12. Dezember 2003 in Córdoba) ist ein argentinischer Volleyballspieler.

## Karriere
Salazar begann seine Karriere 2018 beim Club Náutico Fitz Simon de Embalse. Später spielte er beim Instituto Marcelino Champagnat in Río Tercero. Mit der Junioren-Nationalmannschaft erreichte der Mittelblocker bei den Weltmeisterschaften 2021 im Iran und 2023 in Bahrain den fünften und vierten Platz. Außerdem nahm er an den Summer World University Games 2021 in Chengdu teil, bei denen Argentinien Fünfter wurde. Mit River Plate Buenos Aires wurde er 2023 argentinischer Vizemeister. Anschließend wechselte er zum portugiesischen Erstligisten Sporting Lissabon. Mit Lissabon wurde er portugiesischer Pokalsieger und Vizemeister. 2024 wurde Salazar vom deutschen Bundesligisten SWD Powervolleys Düren verpflichtet. Im DVV-Pokal 2024/25 unterlagen die Dürener mit 2:3 im Finale gegen die Berlin Recycling Volleys. Anschließend mussten sie sich in den Bundesliga-Playoffs bereits im Viertelfinale gegen den VfB Friedrichshafen geschlagen geben. Nach der Saison verließ Salazar den Verein mit unbekanntem Ziel.